# Ritjan
Ritjan (arab. رتيان) – miasto w Syrii, w muhafazie Aleppo. W 2004 roku liczyło 2216 mieszkańców.